# Noord-Hollandse derby (Ajax-AZ)
De Noord-Hollandse derby is de naam waaronder in Nederland wedstrijden tussen de twee voetbalclubs Ajax en AZ bekendstaan. De rivaliteit tussen de twee clubs, die beiden uit de provincie Noord-Holland komen, kent zijn oorsprong in de vroege jaren van de Eredivisie. Door de aanwezigheid van andere Noord-Hollandse clubs zoals FC Volendam en Telstar wordt de derby ook weleens aangeduid als de Grote Noord-Hollandse derby. De wedstrijd is echter niet zo beladen als bijvoorbeeld De Klassieker.

## Geschiedenis
De rivaliteit tussen Ajax en AZ Alkmaar heeft zijn oorsprong in het feit dat beide clubs zich in Noord-Holland bevinden. Ajax, opgericht in 1900 in Amsterdam, is historisch gezien de grootste en meest succesvolle club van Nederland, met talloze Eredivisie-titels, KNVB bekers en Europese successen. AZ Alkmaar, opgericht in 1967 in de stad Alkmaar, heeft echter in de 21ste eeuw grote stappen gezet en de club is sindsdien een geduchte concurrent geworden van de grotere clubs in Nederland, waaronder Ajax.
De eerste ontmoeting tussen beide clubs vond plaats in de jaren 60 van de 20e eeuw, maar de echte rivaliteit nam pas toe in de 21ste eeuw en werd sterker toen AZ zich in 2009 tot landskampioen kroonde. AZ daagde daarmee de gevestigde orde, inclusief Ajax, uit. Sindsdien heeft de Noord-Hollandse derby zijn status als een belangrijke confrontatie in het Nederlandse voetbalseizoen behouden, vaak met hoge inzet en impact op de competitie. 
De Noord-Hollandse derby tussen Ajax en AZ Alkmaar heeft door de jaren heen verschillende spanningen gekend, zowel binnen het veld als daarbuiten. Omdat beide clubs in dezelfde regio opereren komen zij elkaar vaak tegen in een onderlinge strijd om jeugdspelers, zijn onderlinge transfers gevoelig en schuwen beide clubs er niet voor om elkaars jeugdspelers te benaderen. In 2006 legde AZ-directeur Dirk Scheringa de kort daarvoor van AZ naar Ajax overgestapte technisch directeur Martin van Geel een stadionverbod op .
Een kenmerkend incident vond plaats op 21 december 2011. Tijdens een KNVB-bekerwedstrijd werd de wedstrijd gestaakt nadat een Ajax-supporter het veld op rende en AZ-doelman Esteban Alvarado aanviel. Esteban Alvarado verdedigde zichzelf door de supporter twee keer te schoppen, wat leidde tot een directe rode kaart gegeven door scheidsrechter Bas Nijhuis. In reactie hierop besloot AZ-coach Gertjan Verbeek zijn spelers van het veld te halen, waarna de wedstrijd definitief werd gestaakt.
Tevens vinden er incidenten tussen supporters van beide clubs plaats. Zo gingen supporters van AZ en Ajax meerdere keren met elkaar op de vuist. Een recent voorbeeld daarvan is het incident dat plaatsvond in december 2024, toen Ajax-supporters een stamkroeg van AZ aanvielen in Alkmaar tijdens de wedstrijd 